# Linea 8 (metropolitana di Pechino)
La linea 8 (in cinese 北京地铁8号线S, Běijīng dìtiě bāhào xiànP), precedentemente indicata come Diramazione Olimpica (奥运支线S, Àoyùn zhīxiànP), è una linea attiva della metropolitana di Pechino.
Realizzata come infrastruttura strategica a servizio dei passeggeri e turisti in occasione delle Olimpiadi estive di Pechino 2008, la linea 8 è stata la sesta linea di metropolitana della capitale cinese ad entrare in funzione. Gestita dalla Beijing Mass Transit Railway Operation Corporation Limited, la prima fase, da Senlin Gongyuan Nanmen a Beitucheng, è stata inaugurata il 19 luglio 2008. Successivamente, il 31 dicembre 2011, è stato reso operativo il prolungamento nord della seconda fase da Huilongguan Dongdajie a Senlin Gongyuan Nanmen, seguito, il 30 dicembre 2012, dal prolungamento sud della seconda fase, tra le stazioni Beitucheng e Gulou Dajie. L'anno successivo, il 28 dicembre 2013, sono entrati in funzione lo stesso giorno l'ulteriore prolungamento sud della seconda fase, da Gulou Dajie a Nanluoguxiang, e il collegamento Changba, che ha congiunto la linea 8 con la linea Changping tra le stazioni Huilongguan Dongdajie e Zhuxinzhuang. Il 30 dicembre 2018 sono stati inaugurati il terzo prolungamento sud della seconda fase, da Nanluoguxiang alla stazione di Museo nazionale dell'arte, e la quarte fase della linea 8, aggiungendo il tratto tra le stazioni Zhushikou e Yinghai. Infine, il 31 dicembre 2021, è entrata in funzione la sezione nord della terza fase della linea 8, che collega la stazione Museo nazionale dell'arte a Zhushikou.
La linea 8 segue un tracciato orientato principalmente da nord a sud, attraversando i distretti di Changping, Haidian, Chaoyang, Xicheng, Dongcheng, Fengtai e Daxing, dalla stazione di Zhuxinzhuang a nord a Yinghai a sud. La linea 8 è composta da un totale di 35 stazioni, delle quali 34 attualmente in uso, e si snoda lungo un percorso di 51,6 km principalmente sotterranei. Per effettuare l'intera tratta sono necessari circa 90 minuti. La linea 8 è contraddistinta, negli allestimenti dei convogli e nelle mappe ufficiali, dal colore verde brillante.

## Storia

### Fase I (diramazione Olimpica): da Senlin Gongyuan Nanmen a Beitucheng

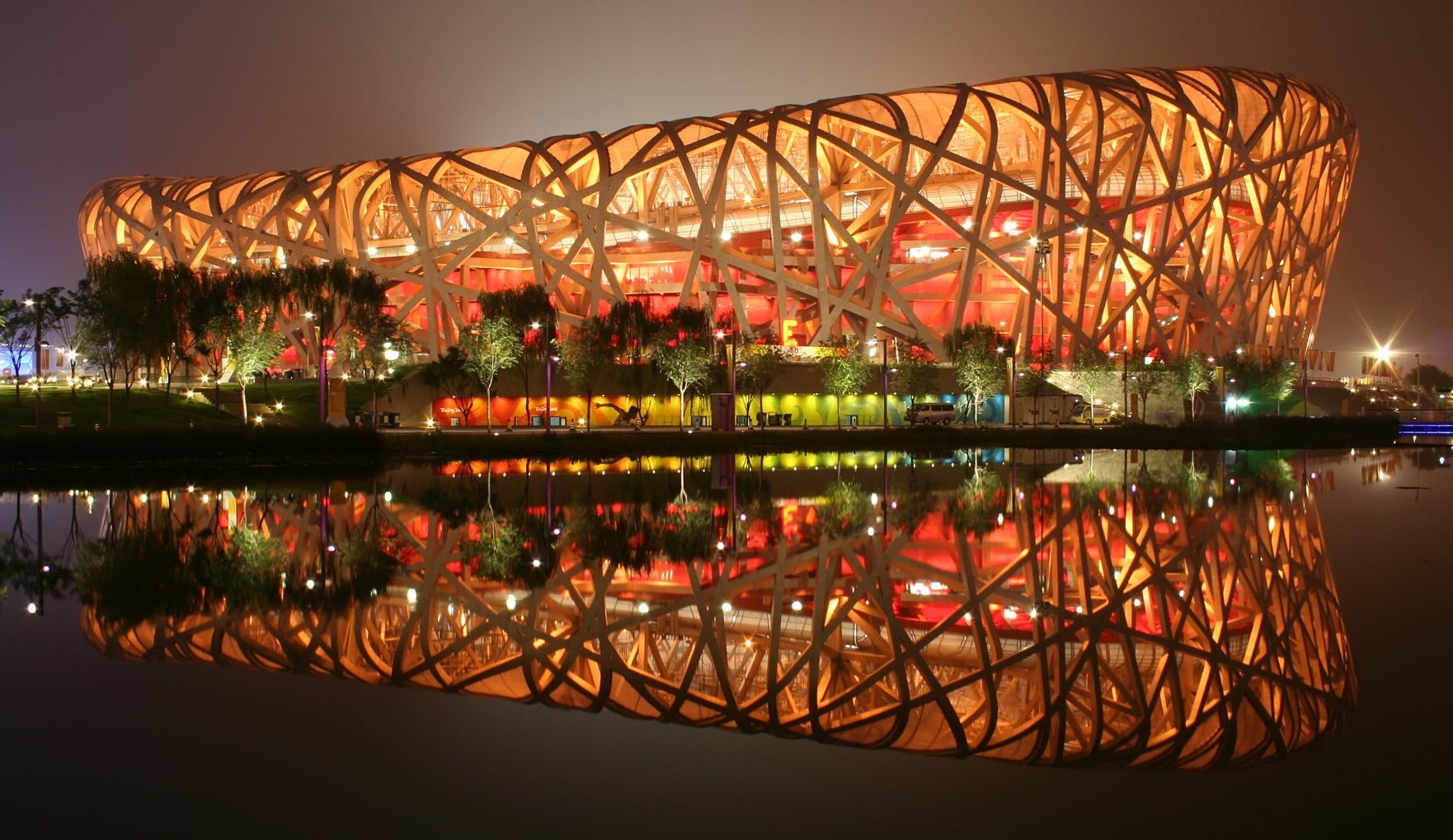
Lo Stadio Nazionale di Pechino nella zona del Parco Olimpico.

Nel 2001, dopo l'elezione di Pechino come città organizzatrice dei Giochi della XXIX Olimpiade, le autorità incaricate della pianificazione della metropolitana iniziarono a valutare la realizzazione di una diramazione olimpica, optando infine di utilizzare una parte del tracciato previsto per la futura linea 8.
Nel maggio 2005 furono avviati i lavori della diramazione olimpica della linea 8, corrispondente alla sua prima fase, prevedendo quattro stazioni da Senlin Gongyuan Nanmen a Beitucheng sulle quali insistevano diverse strutture sportive nevralgiche per lo svolgimento dei Giochi Olimpici.
Il 19 luglio 2008 fu aperta al traffico la prima tratta della linea 8, da Senlin Gongyuan Nanmen a Beitucheng, con l'esclusione della stazione Centro Sportivo Olimpico. In questa fase, vennero temporaneamente utilizzati i convogli della linea 10, gestiti dal deposito di Wanliu della stessa linea. A partire dal 28 luglio, la linea 8 iniziò il servizio con passeggeri ma l’accesso era riservato gratuitamente solo a chi era in possesso di un accredito valido per l’area del Centro Olimpico, quindi non aperta al pubblico generale.
Dal 25 settembre al 5 ottobre, la linea 8 fu riaperta solo per i visitatori muniti di biglietto per l’accesso giornaliero al Parco Olimpico, in occasione della riapertura sperimentale dell’area.
Il 9 ottobre 2008, la linea 8 venne ufficialmente aperta al pubblico, con l’entrata in servizio anche della stazione Centro Sportivo Olimpico.

### Fase II e collegamentoChangba
L’8 dicembre 2007 sono iniziati i lavori della seconda fase della linea 8.
Il 15 ottobre 2011, a causa delle differenze tra i sistemi di segnalamento utilizzati nella prima e nella seconda fase della linea, il servizio della prima tratta venne temporaneamente sospeso per permettere l’integrazione e il collaudo con i nuovi impianti. Il 31 dicembre successivo è stata avviata l’operatività del tratto nord della seconda fase, da Senlin Gongyuan Nanmen a Huilongguan Dongdajie. In contemporanea è ripreso anche il servizio sulla tratta della prima fase, cessando l’uso dei treni della linea 10 e del deposito di Wanliu, sostituiti da convogli e deposito dedicati alla linea 8, con base a Pingxifu.

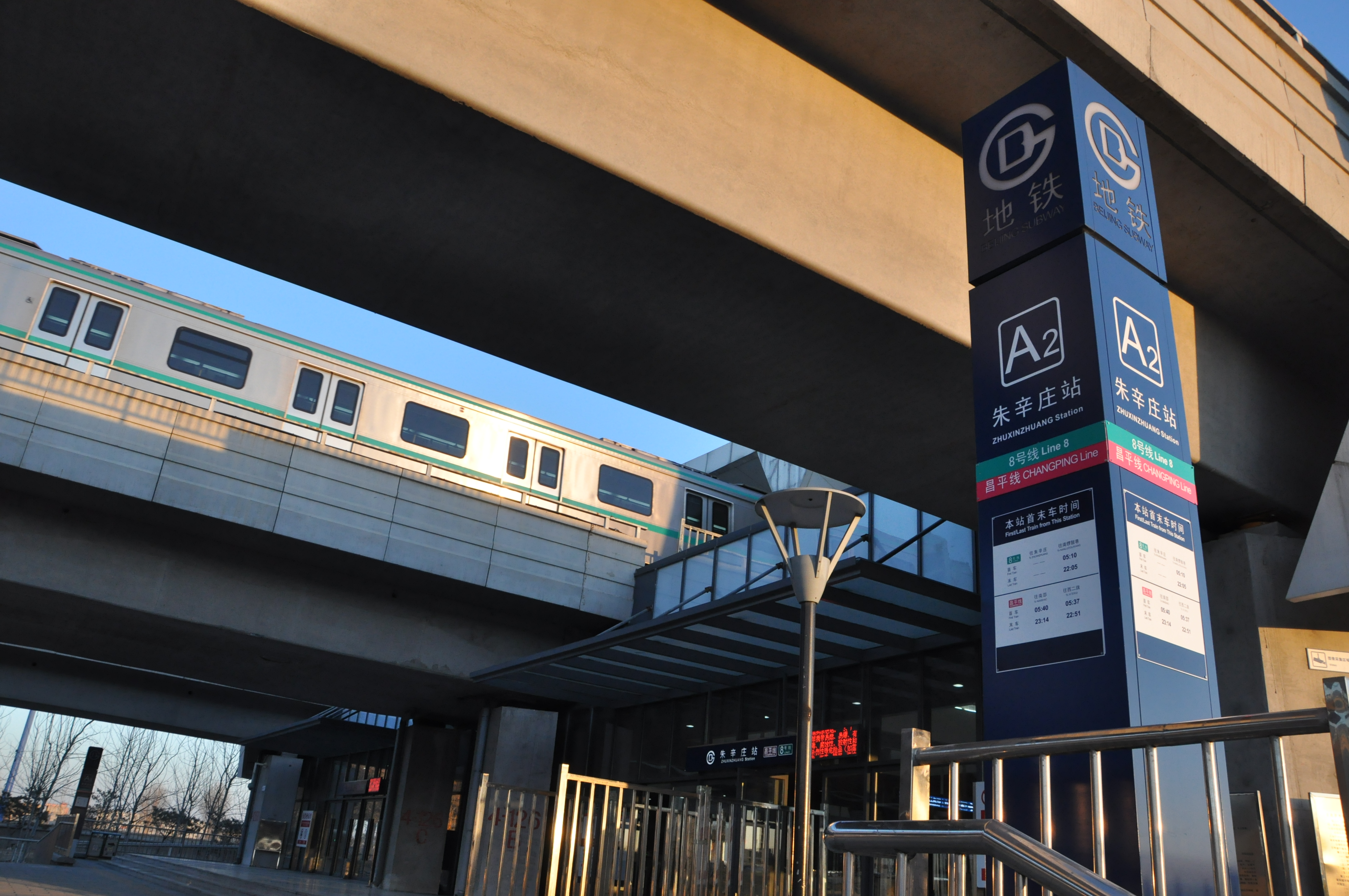
Treno della linea 8 alla stazione di Zhuxinzhuang, capolinea della linea 8 e stazione di interscambio con la linea Changping.

Il 30 dicembre 2012 è entrato in funzione gran parte del tratto sud della seconda fase, da Beitucheng a Gulou Dajie, con esclusione della stazione Andeli Beijie. Successivamente, il 25 settembre 2013, hanno preso il via i test senza passeggeri sia sulla linea di collegamento tra Changping e la linea 8, il cosiddetto collegamento Changba, sia sul tratto rimanente della seconda fase sud. Il 28 dicembre successivo è stato avviato il servizio sul collegamento Changba, da Huilongguan Dongdajie a Zhuxinzhuang, e sul tratto rimanente della seconda fase sud, da Gulou Dajie al Museo nazionale dell’arte, con esclusione di quest’ultima stazione.
Le due stazioni non ancora inaugurate, ovvero Andeli Beijie e Museo nazionale dell'arte, sono state rese operative rispettivamente il 26 dicembre 2015 e il 30 dicembre 2018.

### Fase III e fase IV

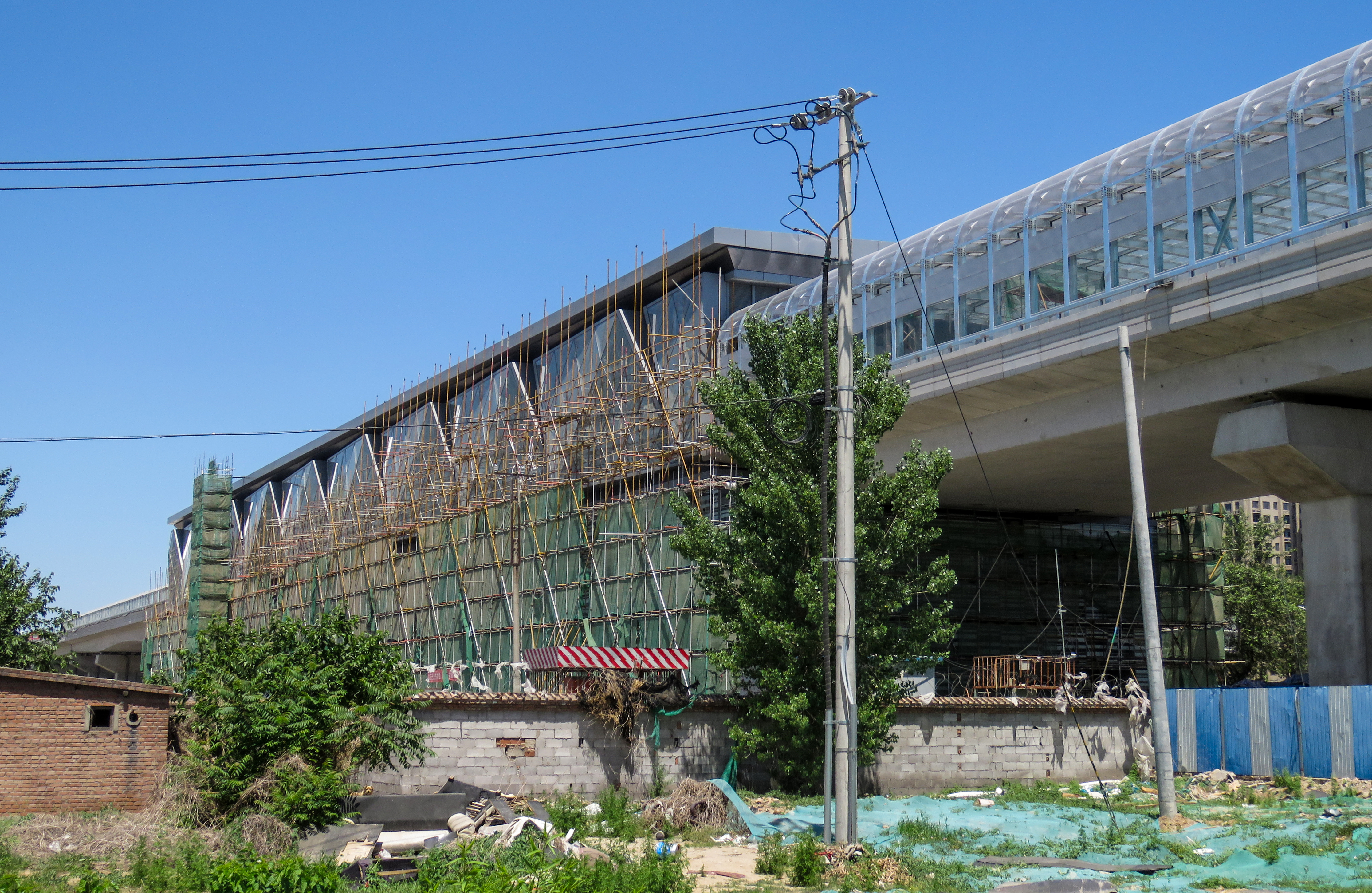
Lavori di realizzazione alla stazione Yinghai, capolinea meridionale della linea 8.

Nel febbraio 2015 è stata completata la struttura principale della stazione Tianqiao, la prima stazione della terza fase della linea 8 ad essere stata ultimata. Il 2 novembre dello stesso anno è stata completata anche la stazione di Wufutang.
Il 20 settembre 2018 sono iniziati i test senza passeggeri sia per il tratto sud della terza fase che per la quarta fase della linea. Il 30 dicembre successivo, dopo circa tre mesi di test, è stato inaugurato il servizio sul tratto sud della terza fase e sulla quarta fase, da Zhushikou a Yinghai, con esclusione della stazione Dahongmen.
Il 31 dicembre 2021 è entrato in funzione il tratto nord della terza fase, da Museo nazionale dell'arte a Zhushikou, segnando l’apertura completa della linea 8 lungo tutto il suo tracciato.
Il 25 febbraio 2025, il tratto del corridoio di interscambio tra la linea 8 e la linea 10 della stazione Dahongmen, realizzato con metodo cut and cover, ha superato con successo l’ispezione di collaudo per la consegna. Di conseguenza, viene confermata l'inaugurazione della stazione Dahongmen entro il 2025, unica stazione attualmente non in uso della linea 8.

### Sviluppi futuri
Nel giugno 2023 è stato pubblicato il Piano d’Azione 2023 per la gestione integrata del traffico di Pechino, che prevede l’avvio dell’interservizio tra la linea 8 e la linea Changping, sfruttando il collegamento alla stazione di Zhuxinzhuang. L'integrazione tra le due linee è attualmente in fase di studio.

### Cronologia delle aperture
| Segmento                                       | Inaugurazione    | Lunghezza           | Stazioni | Nome sezione                  |
| ---------------------------------------------- | ---------------- | ------------------- | -------- | ----------------------------- |
| Senlin Gongyuan Nanmen — Beitucheng            | 19 luglio 2008   | 3,58 km             | 3        | Fase I (diramazione Olimpica) |
| Centro Sportivo Olimpico                       | 10 ottobre 2008  | Stazione intermedia | 1        | Fase I (diramazione Olimpica) |
| Huilongguan Dongdajie — Senlin Gongyuan Nanmen | 31 dicembre 2011 | 10,7 km             | 6        | Fase II (estensione nord)     |
| Beitucheng — Gulou Dajie                       | 30 dicembre 2012 | 3,37 km             | 2        | Fase II (estensione sud)      |
| Gulou Dajie — Nanluoguxiang                    | 28 dicembre 2013 | 2,09 km             | 2        | Fase II (estensione sud)      |
| Zhuxinzhuang — Huilongguan Dongdajie           | 28 dicembre 2013 | 6,35 km             | 3        | collegamento Changba          |
| Andeli Beijie                                  | 26 dicembre 2015 | Stazione intermedia | 1        | Fase II (estensione sud)      |
| Nanluoguxiang — Museo nazionale dell'arte      | 30 dicembre 2018 | 1,88 km             | 1        | Fase II (estensione sud)      |
| Zhushikou — Yinghai                            | 30 dicembre 2018 | 16,4 km             | 12       | Fase III e fase IV            |
| Museo nazionale dell'arte — Zhushikou          | 31 dicembre 2021 | 4,3                 | 3        | Fase III e fase IV            |
| Dahongmen                                      | TBA (2025)       | Stazione intermedia | 1        | Fase III e fase IV            |

## Tratta e servizio
La linea 8 della metropolitana di Pechino si sviluppa lungo un asse prevalentemente nord-sud, attraversando l’intera città dalla periferia settentrionale al sud della capitale. Il suo tracciato parte dalla stazione di Zhuxinzhuang, situata nel distretto di Changping, e scende verso sud-est attraversando il distretto di Haidian e lambendo quello di Chaoyang, servendo zone residenziali e universitarie come Huoying e Yongtaizhuang. Dopo aver costeggiato il Parco Forestale Olimpico (Senlin Gongyuan Nanmen), la linea entra nel cuore del Parco Olimpico di Pechino, servendo stazioni emblematiche come Centro Sportivo Olimpico e Parco Olimpico.
Da qui il tracciato prosegue verso sud lungo l'asse storico della città, attraversando i distretti centrali di Xicheng e Dongcheng, servendo importanti nodi culturali e turistici come Gulou Dajie, Nanluoguxiang, il Museo nazionale d'arte della Cina e Wangfujing. Dopo aver raggiunto il nodo di Zhushikou, punto di interscambio con la linea 7, la linea si inoltra nel distretto di Fengtai, attraversando aree densamente abitate e proseguendo infine fino al distretto meridionale di Daxing, dove termina la sua corsa presso la stazione di Yinghai, oltre il sesto anello stradale.
Grazie al suo percorso lungo l’antico asse centrale di Pechino, la linea offre un collegamento diretto e simbolico tra l’eredità imperiale e la modernità olimpica della città.
La linea consente interscambi con le linee 1, 2, 6, 7, 10, 12, 13, 14, 15 e Changping.

### Tariffazione e orari
La tariffazione parte da un prezzo di ¥3 (circa €0,40) a seconda della distanza di viaggio totale da percorrere, fino a un massimo di ¥7 (circa €0,80) per percorrere tutta la linea. La linea 8 è operativa tutti i giorni dalle 4:39 alle 00:24.

## Percorso e stazioni

### Percorso
| Unknown route-map component "uhCONTg" |

| Unknown route-map component "uhKRWgl" | Unknown route-map component "uhKRW+r" |  |

| Unknown route-map component "uhXBHF-L" | Unknown route-map component "uhXBHF-R" |  |

| Unknown route-map component "uhCONTf" | Unknown route-map component "uhtSTRa" |  |

| Urban tunnel station on track |

|  | Urban tunnel station on track | Unknown route-map component "uKDSTCCa" |

|  | Unknown route-map component "utABZgl+l" | Unknown route-map component "utSTRr" |

| Urban tunnel station on track |

|  |  | Unknown route-map component "BLaq" + Urban tunnel station on track + Unknown route-map component "HUB2" | Unknown route-map component "BLq" + Unknown route-map component "HUBc3" | Unknown route-map component "BL+r" |

|  |  | Unknown route-map component "uCONTgq" | Unknown route-map component "utKRZ" + Unknown route-map component "HUBc1" | Unknown route-map component "uBHFq" + Unknown route-map component "HUB4" | Unknown route-map component "BL" + Urban transverse track | Unknown route-map component "uCONTfq" |

|  |  | Unknown route-map component "CONTgq" | Unknown route-map component "umtKRZ" | Unknown route-map component "SHI4grq" | Unknown route-map component "BL" + Transverse track | Unknown route-map component "CONTfq" |

|  |  |  | Urban tunnel straight track | Unknown route-map component "SHI4+lq" | Unknown route-map component "BLe" + Unknown route-map component "KBHFeq" | Express railway |

| Urban tunnel station on track |

| Urban tunnel station on track |

| Urban tunnel station on track |

| Transverse water | Unknown route-map component "utKRZW" | Transverse water |

| Urban tunnel station on track |

| Transverse water | Unknown route-map component "utKRZW" | Transverse water |

| Urban tunnel station on track |

| Unknown route-map component "utCONTgq" | Unknown route-map component "utBHFq" + Unknown route-map component "HUB2" | Unknown route-map component "utKRZto" + Unknown route-map component "HUBc3" | Unknown route-map component "utSTRq" | Unknown route-map component "utCONTfq" |

| Unknown route-map component "HUBc1" | Urban tunnel station on track + Unknown route-map component "HUB4" |  |

| Urban tunnel station on track |

| Unknown route-map component "utkABZg2" |

|  | Unknown route-map component "utCONTgq" | Unknown route-map component "utTINTt" + Unknown route-map component "utkSTRc1" | Unknown route-map component "utkABZq+4" | Unknown route-map component "utCONTfq" |

| Transverse water | Unknown route-map component "utKRZW" | Transverse water |

|  | Urban tunnel station on track + Unknown route-map component "HUB2" | Unknown route-map component "HUBc3" |

|  | Unknown route-map component "utCONTgq" | Unknown route-map component "utKRZto" + Unknown route-map component "HUBc1" | Unknown route-map component "utBHFq" + Unknown route-map component "HUB4" | Unknown route-map component "utCONTfq" |

| Urban tunnel station on track |

| Transverse water | Unknown route-map component "utKRZW" | Transverse water |

| Unknown route-map component "utSTR+l" | Unknown route-map component "utSTRq" | Unknown route-map component "utKRZtu" + Unknown route-map component "HUBc2" | Unknown route-map component "utBHFq" + Unknown route-map component "HUB3" | Unknown route-map component "utSTR+r" |

| Urban tunnel straight track + Unknown route-map component "MFADEf" |  | Urban tunnel station on track + Unknown route-map component "HUB1" | Unknown route-map component "HUBc4" | Urban tunnel straight track + Unknown route-map component "MFADEf" |

| Urban tunnel station on track |

| Transverse water | Unknown route-map component "utKRZW" | Transverse water |

| Unknown route-map component "utCONTgq" | Unknown route-map component "utSTR+r" | Urban tunnel straight track |  |  |

| Unknown route-map component "utXBHF-L" | Unknown route-map component "utXBHF-R" |  |

|  | Unknown route-map component "utSTRl" | Unknown route-map component "utKRZto" | Unknown route-map component "utSTRq" | Unknown route-map component "utCONTfq" |

| Urban tunnel station on track |

| Urban tunnel station on track |

|  | Urban tunnel station on track + Unknown route-map component "HUB2" | Unknown route-map component "HUBc3" |

| Unknown route-map component "utCONTgq" | Unknown route-map component "utSTRq" | Unknown route-map component "utKRZtu" + Unknown route-map component "HUBc1" | Unknown route-map component "utBHFq" + Unknown route-map component "HUB4" | Unknown route-map component "utCONTfq" |

| Unknown route-map component "utSTRl" + Unknown route-map component "MFADEg" | Unknown route-map component "utBHFq" + Unknown route-map component "HUBa" | Unknown route-map component "utKRZtu" | Unknown route-map component "utSTRq" | Unknown route-map component "utSTRr" + Unknown route-map component "MFADEg" |

| Unknown route-map component "tCONTgq" | Unknown route-map component "tSTRq" + Unknown route-map component "HUB" | Unknown route-map component "umtKRZtu" | Unknown route-map component "tSTRq" | Unknown route-map component "tCONTfq" |

| Unknown route-map component "HUBlf" | Urban tunnel station on track + Unknown route-map component "HUBeq" |  |

| Unknown route-map component "utCONTgq" | Unknown route-map component "utSTRq" | Unknown route-map component "utTINTt" + Unknown route-map component "utSTRc2" | Unknown route-map component "utABZq+3" | Unknown route-map component "utCONTfq" |

|  | Unknown route-map component "utABZg+1" | Unknown route-map component "utSTRc4" |

| Urban tunnel station on track |

| Transverse water | Unknown route-map component "utKRZW" | Transverse water |

| Unknown route-map component "CONTgq" | Transverse track | Unknown route-map component "umtKRZ" | Unknown route-map component "CONTfq" |  |

| Unknown route-map component "utCONTgq" | Unknown route-map component "utBHFq" + Unknown route-map component "HUB2" | Unknown route-map component "utKRZtu" + Unknown route-map component "HUBc3" | Unknown route-map component "utCONTfq" |  |

| Unknown route-map component "HUBc1" | Urban tunnel station on track + Unknown route-map component "HUB4" |  |

| Urban tunnel station on track |

| Urban tunnel station on track |

| Transverse water | Unknown route-map component "utKRZW" | Transverse water |

| Unknown route-map component "utSHI4+rq" | Unknown route-map component "utSTRq" | Unknown route-map component "utABZgr" |  |  |

| Unknown route-map component "utCONTgq" | Unknown route-map component "utSHI4glq" | Unknown route-map component "utBHFq" + Unknown route-map component "HUB2" | Unknown route-map component "utKRZtu" + Unknown route-map component "HUBc3" | Unknown route-map component "utCONTfq" |  |  |

| Unknown route-map component "HUBc1" | Unknown route-map component "uetBHF" + Unknown route-map component "HUB4" |  |

| Urban tunnel station on track |

| Unknown route-map component "CONTgq" | Unknown route-map component "umtKRZ" | Unknown route-map component "CONTfq" |

| Urban tunnel station on track |

| Urban tunnel station on track |

| Urban tunnel station on track |

| Urban tunnel station on track |

| Unknown route-map component "uhtSTRe" |

| Unknown route-map component "uhBHF" |

| Unknown route-map component "uhBHF" |

| Unknown route-map component "uhSTRe" |

| Urban non-passenger end station |

### Stazioni
|                           | Nome stazione                       | Nome in cinese, pinyin | Percorrenza (ore) | Distanza totale (km) | Interscambi |
| ------------------------- | ----------------------------------- | ---------------------- | ----------------- | -------------------- | ----------- |
| Zhuxinzhuang              | 朱辛庄 Zhūxīnzhuāng                 | 0:00                   | 0,00              |                      |             |
| Yuzhilu                   | 育知路 Yùzhīlù                      | 0:03                   | 2,31              |                      |             |
| Pingxifu                  | 平西府 Píngxīfǔ                     | 0:06                   | 4,30              |                      |             |
| Huilongguan Dongdajie     | 回龙观东大街 Huílóngguān dōngdàjiē  | 0:09                   | 6,35              |                      |             |
| Huoying                   | 霍营 Huòyíng                        | 0:12                   | 7,47              |                      |             |
| Yuxin                     | 育新 Yùxīn                          | 0:15                   | 9,36              |                      |             |
| Xixiaokou                 | 西小口 Xīxiǎokǒu                    | 0:18                   | 10,91             |                      |             |
| Yongtaizhuang             | 永泰庄 Yǒngtàizhuāng                | 0:20                   | 11,95             |                      |             |
| Lincuiqiao                | 林萃桥 Líncuìqiáo                   | 0:24                   | 14,50             |                      |             |
| Senlin Gongyuan Nanmen    | 森林公园南门 Sēnlín gōngyuán nánmén | 0:27                   | 17,05             |                      |             |
| Parco Olimpico            | 奥林匹克公园 Àolínpǐkè gōngyuán     | 0:29                   | 18,07             |                      |             |
| Centro Sportivo Olimpico  | 奥体中心 Àotǐ zhōngxīn              | 0:32                   | 19,74             |                      |             |
| Beitucheng                | 北土城 Běitǔchéng                   | 0:34                   | 20,64             |                      |             |
| Anhuaqiao                 | 安华桥 Ānhuáqiáo                    | 0:37                   | 21,66             |                      |             |
| Andeli Beijie             | 安德里北街 Āndélǐ běijiē            | 0:39                   | 22,93             |                      |             |
| Gulou Dajie               | 鼓楼大街 Gǔlóu dàjiē                | 0:41                   | 24,01             |                      |             |
| Shichahai                 | 什刹海 Shíchàhǎi                    | 0:44                   | 25,20             |                      |             |
| Nanluoguxiang             | 南锣鼓巷 Nánluógǔxiàng              | 0:46                   | 26,10             |                      |             |
| Museo nazionale dell'arte | 中国美术馆 Zhōngguó měishùguǎn      | 0:49                   | 27,54             |                      |             |
| Jinyu Hutong              | 金鱼胡同 Jīnyú hútòng               | 0:51                   | 28,41             |                      |             |
| Wangfujing                | 王府井 Wángfǔjǐng                   | 0:53                   | 29,17             |                      |             |
| Qianmen                   | 前门 Qiánmén                        | 0:57                   | 31,03             |                      |             |
| Zhushikou                 | 珠市口 Zhūshìkǒu                    | 1:00                   | 32,12             |                      |             |
| Tianqiao                  | 天桥 Tiānqiáo                       | 1:02                   | 33,00             |                      |             |
| Yongdingmenwai            | 永定门外 Yǒngdìngménwài             | 1:05                   | 34,80             |                      |             |
| Muxiyuan                  | 木樨园 Mùxīyuán                     | 1:07                   | 35,54             |                      |             |
| Haihutun                  | 海户屯 Hǎihùtún                     | 1:09                   | 36,38             |                      |             |
| Dahongmen                 | 大红门 Dàhóngmén                    | —                      | —                 |                      |             |
| Dahongmennan              | 大红门南 Dàhóngménnán               | 1:13                   | 38,06             |                      |             |
| Heyi                      | 和义 Héyì                           | 1:16                   | 40,51             |                      |             |
| Donggaodi                 | 东高地 Dōnggāodì                    | 1:19                   | 42,04             |                      |             |
| Huojian Wanyuan           | 火箭万源 Huǒjiàn wànyuán            | 1:21                   | 43,26             |                      |             |
| Wufutang                  | 五福堂 Wǔfútáng                     | 1:24                   | 44,94             |                      |             |
| Demao                     | 德茂 Démào                          | 1:27                   | 47,02             |                      |             |
| Yinghai                   | 瀛海 Yínghǎi                        | 1:30                   | 48,52             |                      |             |

## Materiale rotabile

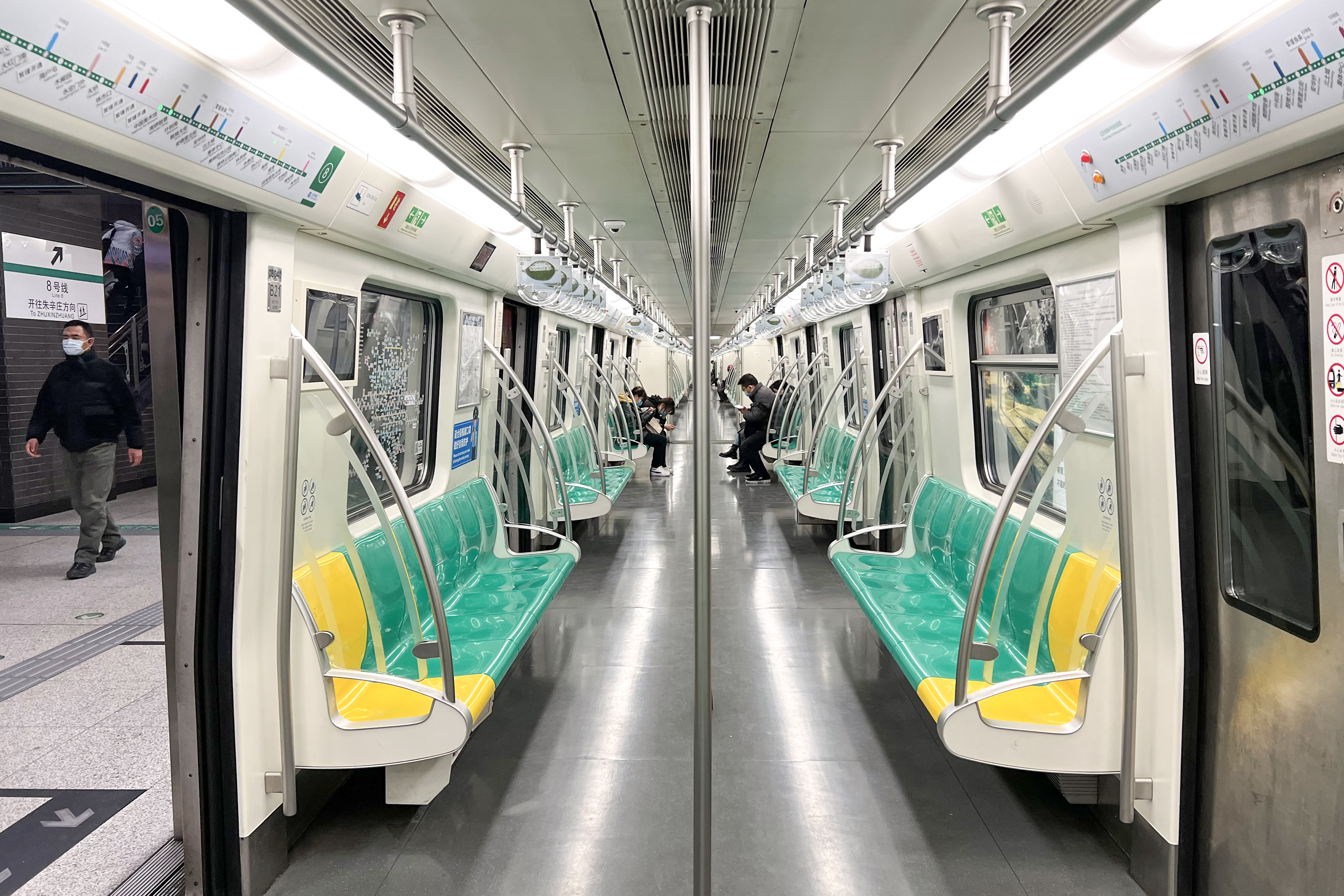
Interno di un treno della linea 8.

Durante le Olimpiadi di Pechino 2008, la linea 8 non disponeva di un deposito proprio per i treni, quindi utilizzava temporaneamente quattro convogli del modello DKZ15 provenienti dalla linea 10.

Quando è stata inaugurata la seconda fase, nel 2011, sono stati introdotti nuovi treni prodotti da CRRC Qingdao Sifang, modelli SFM12 e SFM42, con carrozzeria esterna in acciaio inossidabile. I treni utilizzati sono di tipo B, composti da sei carrozze ciascuno. Inizialmente erano in servizio 33 convogli, per un totale di 198 vagoni, poi saliti a 39 convogli (234 vagoni) con l’apertura del collegamento tra la linea 8 e la linea Changping. Con l’entrata in funzione della terza e quarta fase della linea, il numero totale è aumentato a 105 convogli, per un totale di 630 carrozze.

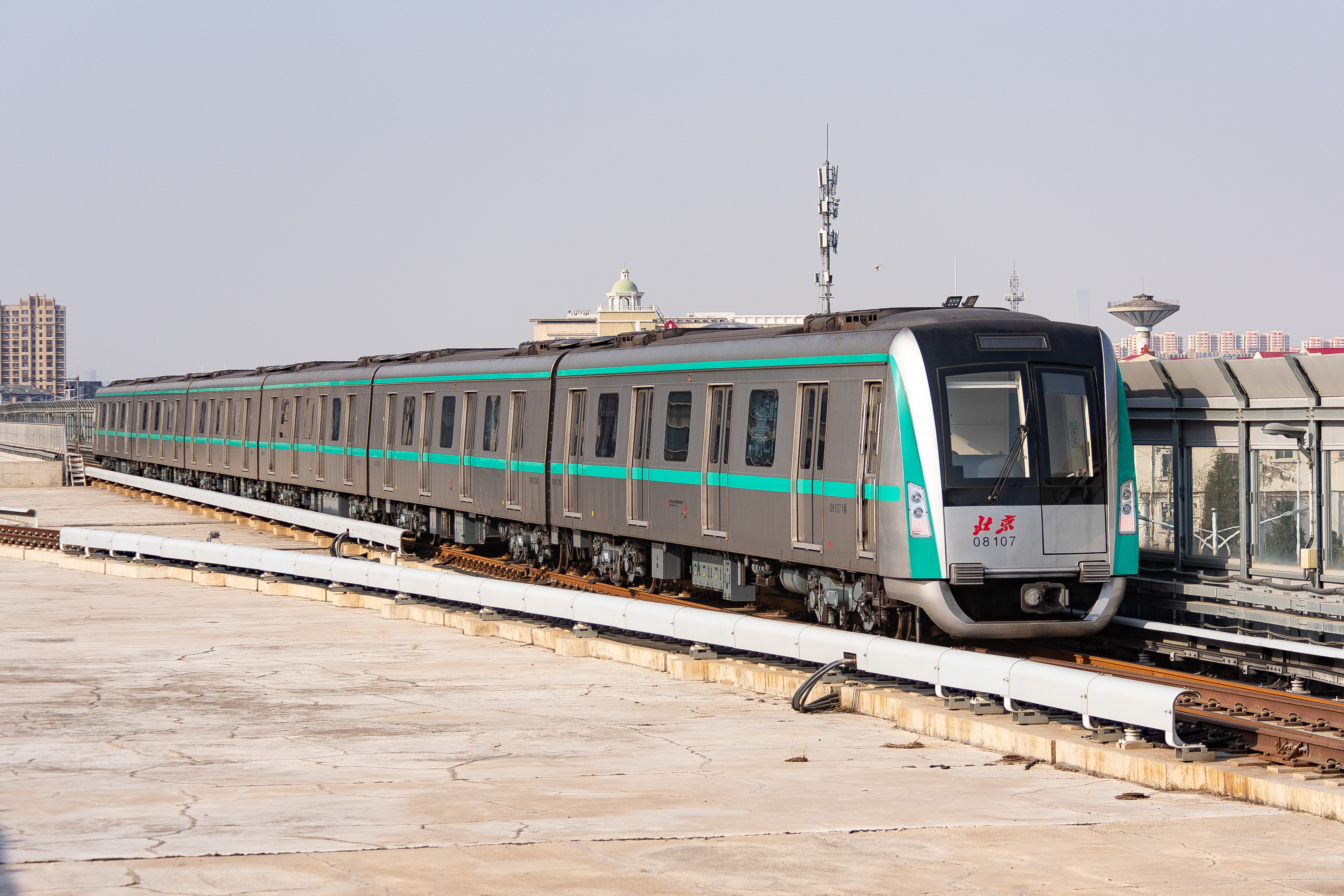
Un treno modello SFM42 della linea 8 alla stazione di Yinghai.

Ogni treno può trasportare 1 424 passeggeri seduti, con una capacità massima fino a 1 600 persone. All'interno, i sedili sono uniformemente verdi, mentre quelli gialli sono riservati a passeggeri anziani o con mobilità ridotta. L’uso dell’acciaio inossidabile ha aumentato la robustezza delle porte e i treni ricevono alimentazione attraverso un terzo binario.

### Depositi

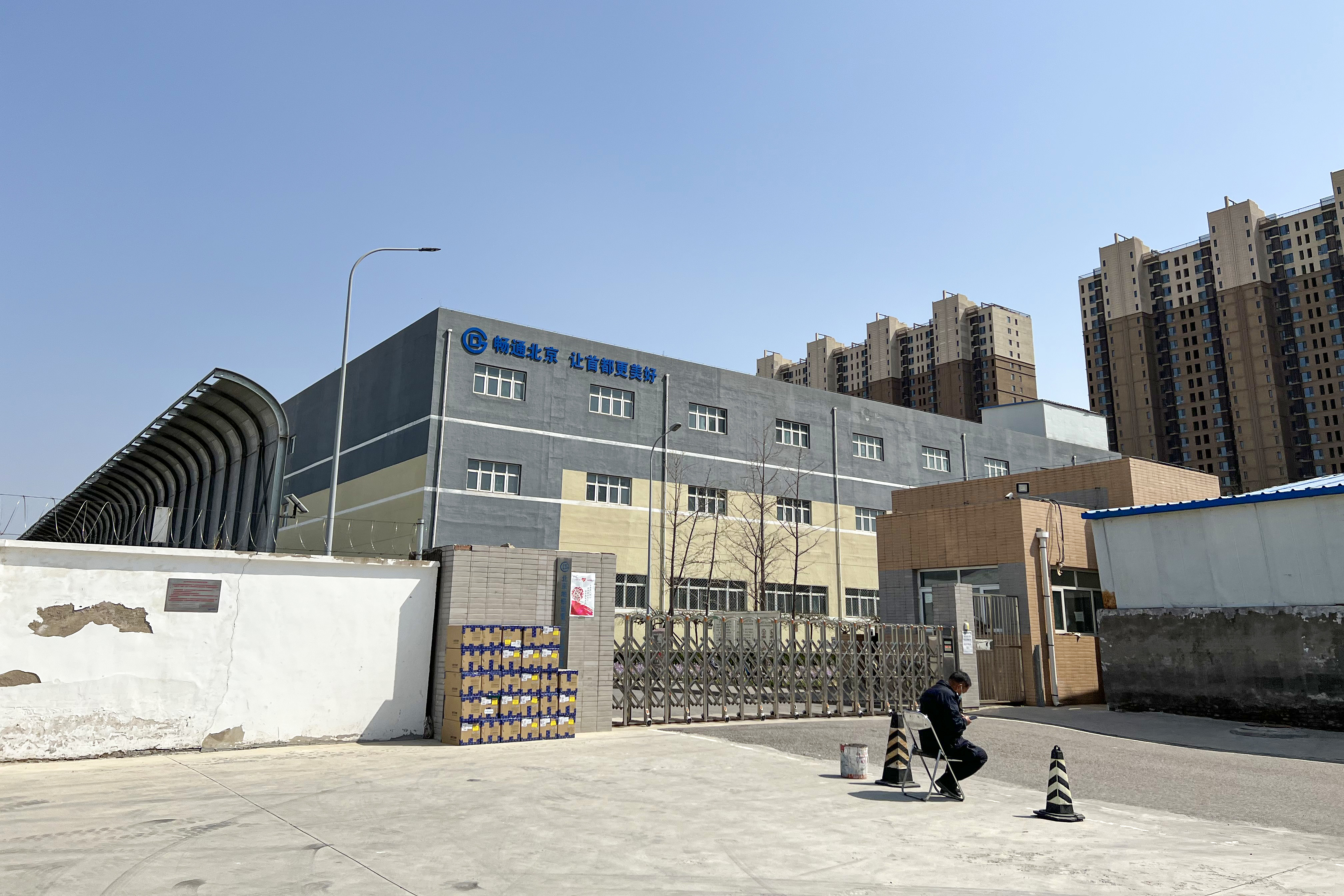
Deposito di Pingxifu.

La linea 8 dispone di due depositi: il deposito di Pingxifu e il deposito di Yinghai. Il primo si trova in concomitanza della fermata omonima ed è situato nella parte settentrionale della linea. Questo deposito viene utilizzato come base operativa per le attività quotidiane della linea 8, come la manutenzione e il parcheggio dei treni, contribuendo all'efficienza operativa della linea. Il deposito di Yinghai, invece, è situato presso l'omonimo capolinea meridionale della linea, nel distretto di Daxing, ed è stato progettato per supportare le operazioni delle fasi III e IV della linea 8.
| Modello | Immagine | Produttore                                                 | Anno di produzione | In servizio | Numeri di serie | Deposito         |
| ------- | -------- | ---------------------------------------------------------- | ------------------ | ----------- | --------------- | ---------------- |
| SFM12   |          | CRRC Qingdao Sifang Beijing Subway Rolling Stock Equipment | 2010               | 40          | 08 001–08 040   | Pingxifu Yinghai |
| SFM42   |          | CRRC Qingdao Sifang Beijing Subway Rolling Stock Equipment | 2019               | 72          | 08 041–08 112   | Pingxifu Yinghai |